# جائزة مونتريال الكبرى للدراجات 2012
جائزة مونتريال الكبرى للدراجات 2012 هو سباق دراجات هوائية أقيم بتاريخ 9 سبتمبر 2011، تكون السباق من 1 مراحل وامتدّ لمسافة 205.7 كم بسرعة 37.59 كم/س، استغرق السباق 5 ساعة 28 دقيقة 29 ثانية.